# 望月ゆみ
望月 ゆみ（もちづき ゆみ、1976年9月3日- ）は、日本のAV女優。バルドエージェンシー所属。
趣味はダイビング・ドライブ・ダーツ。

## 出演作品

### アダルトビデオ
2007年
- 昼下がりの淫ら妻 25（10月12日、クリスタル映像）
- 淫熟人妻実話 Yumi（11月30日、Deepnoir）

2008年
- なま中出し巨乳ママ 望月ゆみ（1月1日、ワンズファクトリー）
- 人妻萌えレオタード 望月ゆみ（1月13日、マルクス兄弟）
- 巨乳妻中出し 望月ゆみ（2月12日、Yellow Duck）
- 厳選奥さまシリーズ 猛乳Iカップの奥さん 望月ゆみ（2月14日、センタービレッジ）
- 献身介護 Vol.4（3月8日、隼エージェンシー）
- 義母相姦 息子の体を求める義母 望月ゆみ32歳（3月8日、隼エージェンシー）
- 続 友達の母親 望月ゆみ（3月19日、センタービレッジ）
- 三十路のお尻 望月ゆみ（3月19日、センタービレッジ）
- 愛欲の義母 望月ゆみ（4月19日、MARIA）
- 猛乳熟女 望月ゆみ えりな（4月25日、ドリームステージ）
- 人妻湯恋旅行 002（4月25日、ゴーゴーズ）
- 巨乳人妻淫猥ペット 望月ゆみ（5月7日、マドンナ）
- 黒人巨大マラ VS 巨乳焼肉ママ 望月ゆみ（5月7日、グローバルメディアエンタテインメント）
- お姉さんは好きですか？ 望月ゆみ（5月24日、レイディックス）
- 緊縛凌犯録 極上Iカップ肉奴妻 望月ゆみ（10月27日、ゲインコーポレーション）
- 凌辱美畜妻 奴隷・人的補償（11月30日、アリウス）

2009年
- 実録!近親相姦 巨乳お母さんの悩殺マッサージ 望月ゆみ（1月10日、ルビー）
- 若妻達の情事 3（1月23日、コマダム倶楽部）
- 寝取られ株式会社 ～君の妻を差し出しなさい～（5月23日、ラハイナ東海）
- 連続絶頂!! 張り方アクメ自慰【四十路美熟女編】（6月5日、still works）
- 淫乱四十路美熟女ナース 悶絶オナニー（6月5日、still works）
- 欲しがり妻 お尻にもちょーだい 4（6月12日、クリスタル映像）
- 日本のマゾ妻シリーズ 1 大阪の爆乳マゾ妻たち（6月20日、ルビー）
- 札幌ススキノ爆乳豊満娘 純真マッサージ VOL.02（8月1日、映天）
- 近親義母相姦 中に出してイイのよ!（12月25日、ビッグモーカル）

2010年
- 主婦の（秘）アルバイト 自宅の居間で回春マッサージ店をひらく人妻たち VOL.06（2月5日、映天）
- 俗にいう、具合のイイ女。10（3月19日、プレステージ）
- 若妻授乳手コキ倶楽部でヌイてもらってもビンビンの僕。イキリ勃つチ●ポを見せたら発情してヤラせてくれました!! Part.2 巨乳の泉編（5月1日、映天）
- 素人人妻生中出し 046 のぞみ28歳（5月15日、プラム）
- ビンビンになったおちんちんを見ると発情してヤラせてくれる若妻巨乳ビキニマッサージ店があるらしい…。（8月6日、映天）
- 某有名秘湯温泉一人旅巨乳OL 夜這い映像 5（9月3日、映天）
- 募集で来た風俗未経験の人妻を体験入店で気持ちよくさせたら、人妻自らチ○ポを咥えヤラせてもらっちゃいました!! 巨乳マットヘルス編 PART.04（11月5日、映天）